# اروب يور إيك

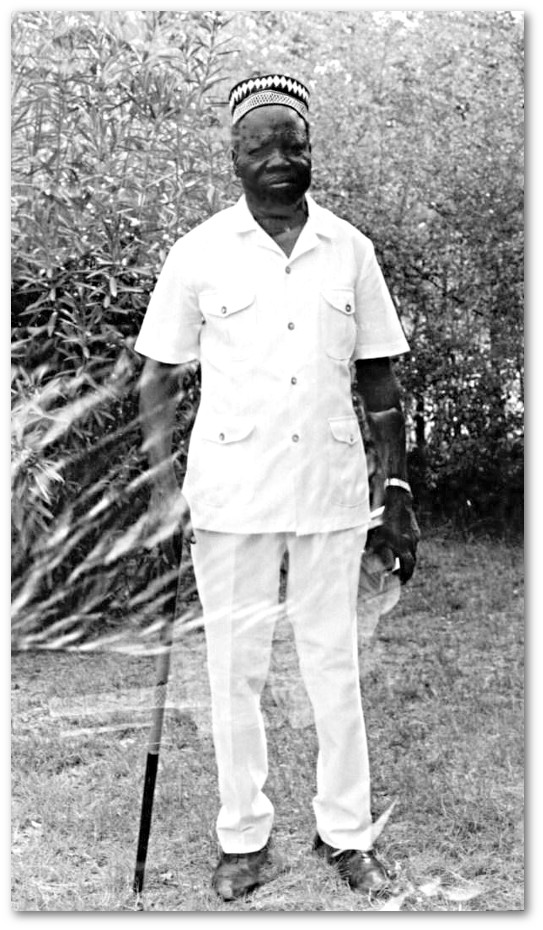
الصورة الدائمة للراحل أروب يور أيك

أروب يور أيك (1935 - يونيو 1999) كان أكاديميًا وسياسيًا من جنوب السودان.

## حياته السابقة
ولد في بالو، تل دوليب، ولاية أعالي النيل، جنوب السودان. التحق بالمدرسة الابتدائية في البعثة الأمريكية في Doleib Hill وتم تعميده في عام 1948. من عام 1949 إلى عام 1952، التحق بمدرسة عطار المتوسطة ومن 1953 إلى 1958 التحق بمدرسة رمبيك الثانوية الحكومية في جنوب السودان. (ملاحظة: تم إغلاق جميع المدارس الجنوبية في عام 1955 بسبب الحرب الأهلية الأولى في توريت (جنوب السودان) في أغسطس 1955 مما يعني خسارة سنة واحدة لجميع الطلاب). 
التحق بعد ذلك بجامعة الخرطوم في السودان من عام 1958 إلى عام 1962، ودرس اللغة الإنجليزية واللغة العربية الخاصة والاقتصاد والتاريخ والفلسفة وتخرج بدرجة البكالوريوس في اللغة العربية والفلسفة الخاصتين. 
في عام 1986، حصل على درجة الماجستير في TAFL (تدريس اللغة العربية كلغة أجنبية) من الجامعة الأمريكية في القاهرة، مصر. 

## المسار المهني والوظيفي
بصفتي معلمًا، ووفقًا لدراسة اليونسكو 1951 و 1953، فإنني أدعو إلى نظام التعليم ثنائي اللغة كأفضل خيار في أي مجتمعات متعددة اللغات والثقافات من أجل وحدتها وتناغمها واستقرارها.

### المناصب الإدارية والأكاديمية
- مدرس بقسم اللغة العربية بكلية الآداب جامعة الخرطوم (1962 - 1964).
- مساعد مراقب الطالبات جامعة الخرطوم (1964-1966) و (1969-1980)
- المسجل الأكاديمي، جامعة الخرطوم (1974)
- عميد طلاب جامعة جوبا (1982-83)
- منسق مركز، كلية الدراسات الخارجية، جامعة الخرطوم (1986 حتى الموت)

### المواقف السياسية
- وزير الأشغال، حكومة السودان المركزية (1966-1967)
- نائب ونائب رئيس مجلس الأمة بالخرطوم (1974-77)
- وزير التربية والتعليم بالمجلس الجنوبي (1988-1989)
- رئيس اللجنة الوطنية لتعليم التلاميذ الجنوبيين والطلاب (1989-1990)

### المناصب في جنوب السودان
- مدير التعليم (1970-72)
- مدير الإعلام (1972-1974)
- مفوض التعداد (1981-82)

### مهام أخرى
- رئيس لجنة الرقابة في شلك (1989 حتى الوفاة)
- عضو الأكاديمية العربية للسودان (1993 حتى الموت).
- حكم الشيخ في الكنيسة المشيخية في السودان (1990 حتى الموت)

## حياته الشخصية
أروب يور إيك كان متزوجا. كان لديه أربع بنات وابنين، جميعهم من خريجي الجامعات. 

## مماته
توفي اروب يور إيك في هولندا عام 1999. وقد دفن في السودان في يونيو 1999.